# Pozsonyi Ignác
Pozsonyi Ignác (Tokod, 1923. május 16. – Dorog, 1980. március 23.) labdarúgó, tekéző. A Dorogi Bányász SC legendás játékosa. Egyetlen olyan játékos, akinek félelmetes erejű lövéseitől Grosics Gyula is bevallottan rettegett. A sport mellett Dorog közéletében is jelentős szerepet töltött be, miután 15 éven keresztül volt a Dorogi Nagyközségi Tanács képviselőtagja.

## Életrajzi adatok
Pozsonyi Ignác Dorog nyugati szomszédtelepülésén, Tokodon született 1923. május 16-án. Tokod, mint bányászközség a Dorogi Szénbányák Vállalathoz tartozott. Esztergályos és műszaki rajzoló szakképesítést szerzett. Dolgozott a Tokodi Üveggyárban és az újpesti Tungsram Lámpagyárban. 1945-ben orosz hadifogságba esett és csak 1948 karácsonyán térhetett vissza Murmanszk-ból. Labdarúgó pályafutását szülőhelyén kezdte. A tokodi csapat az 1940-es években kiváló erőkből állt. A Tatabánya és Dorog legnagyobb vetélytársa volt a megyében akkoriban. Nem kis bravúrral az NB I-be jutottak 1940-ben, ám a csoda csak egyetlen bajnoki évadig szólt, mert kiestek az első osztályból. Megfordult az Újpesti TE csapatában is, majd 1949-ben igazolt a dorogi egyesülethez és Dorogon is telepedett le. Haláláig a Dorogi Gimnázium melletti házsoron lakott, a szintén legendás hírű csapattársa, Turai Lajos szomszédságában. A sport mellett a Dorogi Szénbányáknál dolgozott műszaki rajzolóként. Aktív labdarúgó pályafutását követően sem akarta feladni a sportolást, így a dorogi tekecsapat versenyzője volt, valamint a klub elnöki tisztét is betöltötte.

## Sportsikerei

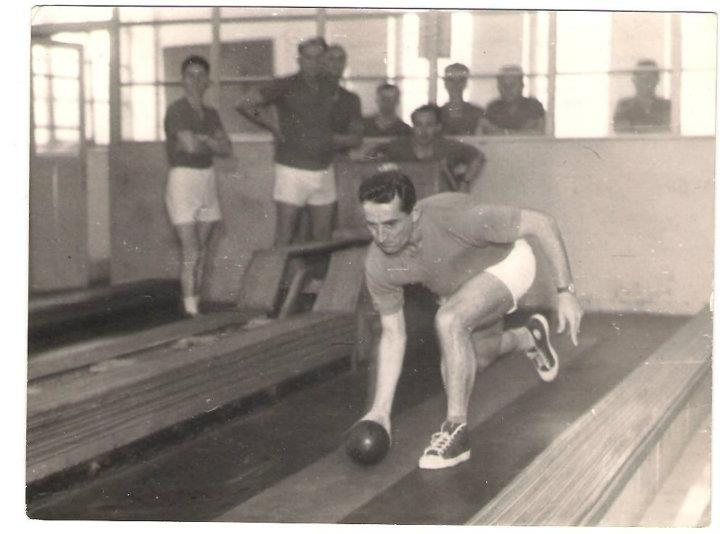
Pozsonyi Ignác tekézik

Labdarúgóként 10 évig volt a dorogi NB I-es csapat tagja, amellyel a kiváló élvonalbeli szereplés mellett háromszoros Vidék Legjobbja címet nyert. Szerepelt és góljával vezetett is a Dorog az 1952-es magyar labdarúgókupa-döntőn. A legfélelmetesebb lövőerejű játékos volt, akitől rettegtek a kapusok, de olykor saját játékostársai is, ha véletlenül éppen őket találta el lövése, garantáltan hosszú hetekig viselték a labda lenyomatát. Grosics Gyula soha nem titkolta, hogy Pozsonyi volt az egyetlen játékos a világon, akinek lövéseitől félt. A labdarúgó éveket követően tekézőként is kiváló versenyzőnek bizonyult. Az NB II-ben szereplő dorogi csapat tagjaként közel két teljes évtizeden keresztül sportolt. 1969 - 1971 között a Dorogi Bányász (akkori nevén Dorogi AC) sportköri elnöke volt.

## Magánélete
Házasember volt. Leánya köztiszteletben álló óvónő a dorogi Petőfi óvodában.

## Kitüntetések
- Kiváló Dolgozó (több ízben is)
- Bányász Érdemérem